# Тэсо (Тонбуё)
Король Тесо (대소왕, 帶素王) (60 г. до н. э. — 22 г. н. э.; правил с 7 г. до н. э. до 22 н. э.) — третий и последний король раннего королевства Тонбуё, корейского государства в районе современной Северной Маньчжурии. Был первым сыном предыдущего Короля Кымва, и внуком основателя королевства Тонбуё, а также и первого правителя, Хэбуру.
Он стал наследным принцем, так как был сыном Короля Кымва. Стрельба из лука Чумона дала повод для огромной ревности и зависти Тесо и его шести братьев. Чумон знал, что его присутствие в Тонбуё будет опасным, поэтому он решил бежать в Чольбон Пуе. В 6 г. до н. э., Чумон создал Когурё, а Король Кымва умер спустя год (7 год до нашей эры). Тесо взошел на престол и стал Королем Тонбуё.
После смерти Короля Юри (Короля Когурё), наследный принц Мухёль взошел на трон (то есть стал Королём Темусином). Король Темусин возглавил армию и повел ее на Тонбуё, и в конце концов взял это королевство, а Король Тесо был убит. После борьбы, царство Тонбуё было уничтожено и его территория была включена в Когурё.